# 요코야리 멘고
요코야리 멘고(일본어: 横槍メンゴ, 1988년 2월 27일 ~ )는 일본의 만화가이다. 대표작은 《쓰레기의 본망》, 《레토르트 파우치!》, 그리고 오카모토 린과 함께 한 《그대는 음란한 나의 여왕》 등이 있으며, 에로티시즘에 주력하면서도 순정만화를 연상케 하는 섬세함을 곁들이는 작풍으로 알려져 있다. '요코야리 멘고'는 필명으로, '참견해서 미안'이라는 뜻의 속어이다.

## 저작
| 제목                    | 원제               | 분량 | 연재처                    | 연재기간  |
| ----------------------- | ------------------ | ---- | ------------------------- | --------- |
| 하루와카                | はるわか           |      | 코믹 스모모               | 2010~2012 |
| 그대는 음란한 나의 여왕 | 君は淫らな僕の女王 |      | 주간 영 점프, 미러클 점프 | 2012~2017 |
| 쓰레기의 본망           | クズの本懐         |      | 월간 빅 간간              | 2012~2018 |
| 레토르트 파우치!        | レトルトパウチ!    |      | 미러클 점프               | 2014~2018 |
| 【최애의 아이】         | 【推しの子】       |      | 주간 영 점프              | 2020년~   |